# Хауард (Пенсилванија)
Хауард (енгл. Howard) град је у америчкој савезној држави Пенсилванија.

## Демографија
По попису из 2010. године број становника је 720, што је 21 (3,0%) становника више него 2000. године.
| Група             | 2000.       | 2010.       |
| Белци             | 694 (99,3%) | 695 (96,5%) |
| Афроамериканци    | 0 (0,0%)    | 3 (0,4%)    |
| Азијати           | 0 (0,0%)    | 2 (0,3%)    |
| Хиспаноамериканци | 3 (0,4%)    | 10 (1,4%)   |
| Укупно            | 699         | 720         |